# 早野会
早野会（はやのかい）は、大阪府大阪市平野区に本部を置く的屋系暴力団で、指定暴力団山口組の二次団体。分家に東京早野会。

## 略歴
1960年頃、田井力造が、早野会四代目を継いだ。
1966年、三代目山口組小西一家・小西音松総長は、田井力造に盃を与えた。
1984年6月、四代目山口組・竹中正久組長は、田井力造に盃を与え、山口組直参とした。

## 歴代会長
- 四代目 - 田井力造（五代目山口組若中）[2]
- 五代目 - 髙木廣美（六代目山口組若中）[1]
- 六代目 - 鈴川驗二（本名：鈴川憲司、六代目山口組若中）

## 最高幹部
六代目
- 会長 - 鈴川驗二
- 最高顧問 - 江良龍美

## 東京早野会
大阪の早野会の分家として東京を本拠地に安田俊三が興した的屋系暴力団。初代組長安田俊三、二代目清田洋二。